# Love in Rewind
A Love in Rewind (magyarul: Visszafordított szerelem) egy dal, mely Bosznia-Hercegovinát képviselte a 2011-es Eurovíziós Dalfesztiválon. A dalt a bosnyák Dino Merlin adta elő angolul és bosnyák nyelven. Dino Merlin korábban kétszer is részt vett a dalfesztiválon: 1993-ban a legelső bosnyák induló dalszerzője volt, 1999-ben énekesként Bosznia-Hercegovina addigi legjobb eredményét elérve a hetedik helyen végzett.
Az előző évekhez hasonlóan a bosnyák köztelevízió nem rendezett nemzeti döntőt, és 2010. december 1-jén jelentették be, hogy Dino Merlint kérték fel az indulásra. A dalt, melyet az énekes maga írt, 2011. február 21-én egy műsor keretében mutatták be a közönségnek.
Az Eurovíziós Dalfesztiválon a dalt először a május 12-én rendezett második elődöntőben adták elő, a fellépési sorrendben elsőként, az osztrák Nadine Beiler The Secret Is Love című dala előtt. Az elődöntőben 109 ponttal az ötödik helyen végzett, így továbbjutott a május 14-i döntőbe.
A május 14-i döntőben a fellépési sorrendben másodikként adták elő, a finn Paradise Oskar Da da dam című dala után és a dán A Friend in London New Tomorrow című dala előtt. A szavazás során 125 pontot szerzett, öt országtól (Ausztria, Macedónia, Svájc, Szerbia, Szlovénia) begyűjtve a maximális 12 pontot. Ez a hatodik helyet jelentette a huszonöt fős mezőnyben, így az énekesnek sikerült egy hellyel megjavítania 1999-es eredményét.